# エドゥスクンタ

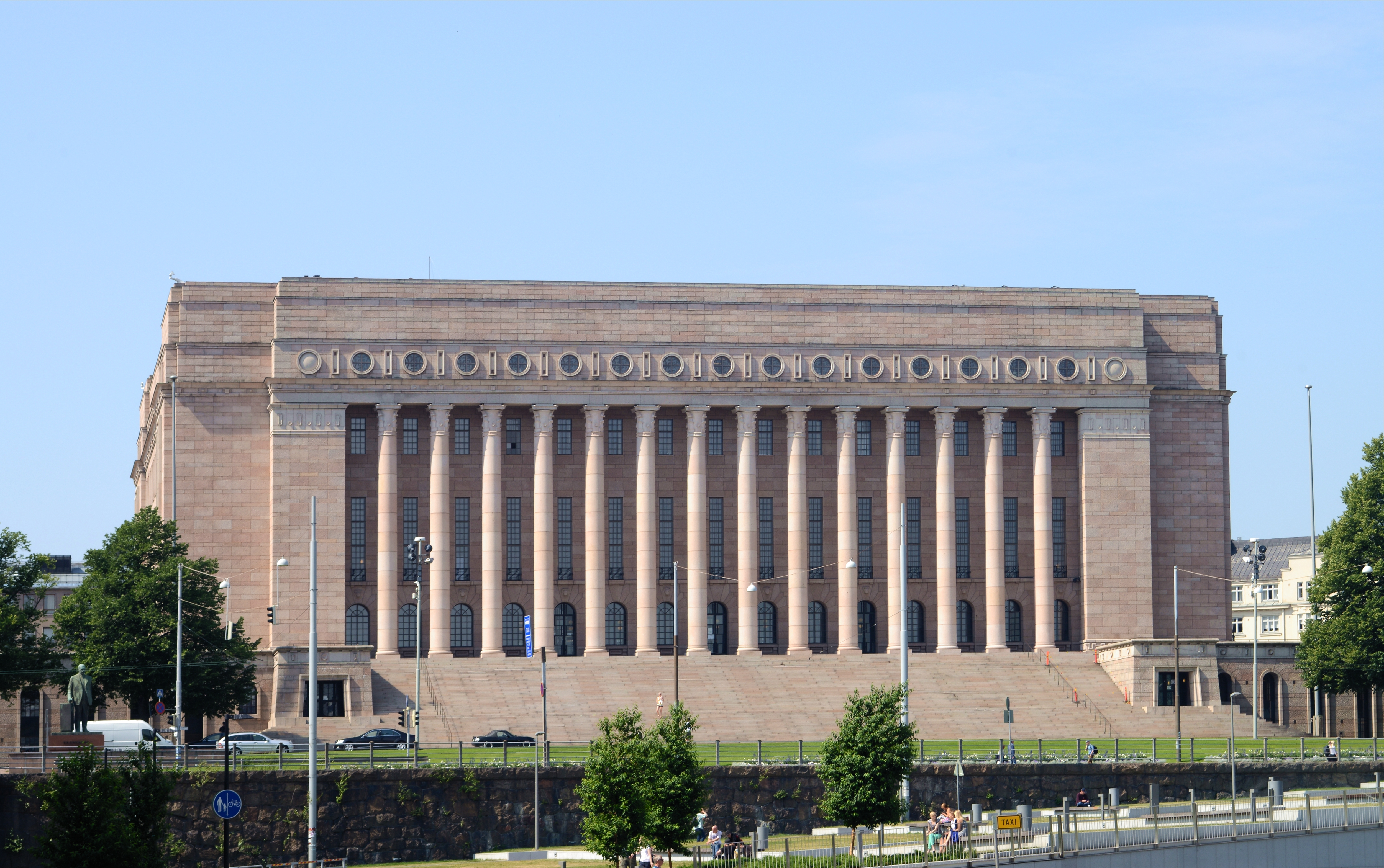
議事堂外観

エドゥスクンタ（フィンランド語: eduskunta、スウェーデン語: riksdagen、英語: Parliament）は、フィンランド共和国の一院制議会である。なお、正式名称は、スウェーデン語の呼称を含めたEduskunta - Riksdagenである。

## 概要
- 設置年：1906年（当初は両院制だったが、現在は一院制）
- 任期：4年（解散あり）
- 定数：200
- 選挙制度[1]：
  - 199人: 非拘束名簿式比例代表制（全国を14ブロックに区分し、各ブロックから6〜33人選出）
  - 1人: オーランド諸島代表。単純小選挙区制

## 議会の権限
フィンランドの憲法であるフィンランド基本法において、エドゥスクンタは、立法権を行使し、国家財政を決定すると規定されている（基本法第3条第1項）。これらの権限をはじめ、人事権や行政統制においても、エドゥスクンタは広範な権限を認められている。

### 法律の発案権
法律の発案権は、政府とエドゥスクンタ議員にある（基本法第70条第1項）。また、議員は次の3種の動議の提案権を有する。
- 立法動議：法律制定の提案を含む（法第39条第2項第1号）
- 財政動議：予算、補正予算等に関する提案を含む（同項第2号）
- 請願動議：法律起草等の提案を含む（同項第3号）

### 立法手続
二読会制が採用されている。具体的な手順は次の通り。

(1) 国会の担当委員会による関連報告書の提出（基本法第72条第1項）

　↓

(2) 第一読会：担当委員会による関連報告書の提出を受けて議論し、法律案の内容を決定する。審議のためにエドゥスクンタの拡大委員会（25人の委員で構成）に法律案を付託することもできる（同条第2項、第3項）

　↓

(3) 第二読会：第一読会終了から最短で3日後に実施。法律案の採択の可否をはかる（同条第3項）

　↓

(4) 採択された場合、法律案は大統領に提出され、3か月以内に承認する。ただし大統領は、承認前に最高裁判所・最高行政裁判所から法律案に関して意見を聴取することができる（基本法第77条第1項）

　↓

(5) 大統領が承認を拒否する場合、または3か月以内に承認しない場合、エドゥスクンタで再審議され、再採択された場合は、法律案は成立する（基本法第77条第2項、第78条）

### 財政権限
1. 国税・公共料金等の法定（基本法第81条第1項、第2項）
2. 国家の債務の引受け、国債の発行の承認（基本法第82条第1項、第2項）
3. 国家予算の決定（基本法第83条第1項）
4. 国家公務員の賃金の承認（基本法第89条）
5. 国家の財政運用、国家予算の法令遵守を監視するために、会計検査委員をエドゥスクンタ議員から選出（基本法第90条第1項）
6. フィンランド中央銀行の保障、監督（基本法第91条第1項、第2項）
7. 公有財産の売買・譲渡等の決定（基本法第92条第1項、第2項）

### 内閣に対する統制
エドゥスクンタが内閣に対し要求できるものは、次のものがある。
1. 20人以上のエドゥスクンタ議員により、内閣及び各大臣に対して、権限の範囲内の事項に関する質問書を提出することができる（基本法第43条第1項）
2. 1.の回答等について、あるいは内閣による内政または国際関係に関する声明について、不信任動議を提出し、信任投票を実施する（基本法第43条第2項）
3. エドゥスクンタやその委員会は、事案の審議のために必要ならば、内閣の権限下にある情報を収集することができる（基本法第47条第1項、第2項）

### 人事権
1. 社会保険制度管轄機関理事の任命（基本法第36条第1項）
2. オンブズマンの任免（基本法第38条第1項、第2項）
3. エドゥスクンタ議員から会計検査委員を選出（基本法第90条第1項）
4. フィンランド中央銀行理事の選出（基本法第91条第1項）
5. 大統領、大臣に対する弾劾案提起の承認（基本法第113条、第114条第2項）

### 国際事務に関する権限
1. 条約・国際的義務に関する法律案の承認・批准（基本法第95条第1項、第2項）
2. 欧州連合（EU）で決定された、エドゥスクンタの権限の範囲内にある法律、協定等に関する提案の審議（基本法第96条第1項）

### 常設委員会の権限
- 基本法委員会：

1. 法律案等の合憲性、国際的な人権条約との関係に関する声明の発布（基本法第74条）
2. 大臣の公的行為の合法性に関する調査権（基本法第115条第1項、第2項）

- 外務委員会：政府に対する外交・安全保障政策に関する事案についての報告書の提出要求（基本法第97条第1項）

### 憲法に関する権限
基本法の改正・制定・適用制限・廃止に関する法律案（以下、憲法関連法律案とする）の採択には、2通りの手続がある。
1. 通常手続：　まず、第二読会で賛成多数が得られた場合には、エドゥスクンタ選挙後の最初の会期まで留保する。次いで、選挙後最初の会期において、担当委員会が関連報告書を提出した後、本会議における第一読会において内容が修正されず、かつ、3分の2の賛成で採択された場合は、憲法関連法律案が成立する（基本法第73条第1項）
2. 緊急手続：　エドゥスクンタ議員の6分の5の決議があった場合には、緊急の必要を宣言して、第二読会で直ちに表決を行い、3分の2の賛成で採択された場合は、憲法関連法律案が成立する（同条第2項）

## 行政との関係
大統領は直接選挙で選出される（基本法第54条第1項）。首相は議会により選出され、大統領が任命し（基本法第61条第1項、第2項）、エドゥスクンタと連帯責任を負う（基本法第60条第2項）。エドゥスクンタは、首相の提案に基づき、かつ、エドゥスクンタの各会派から聴取を得たうえで、大統領により解散され得る（基本法第26条第1項）。
大統領が直接選挙で選ばれることから、フィンランドの統治機構は、議院内閣制と大統領制の双方の性質を備えていると言えなくもない。しかし現在では、エドゥスクンタ解散権が大統領の専権とされていないなど、大統領の権限が抑制されているため、フランスのような半大統領制、あるいはそれに伴うコアビタシオンの弊害の可能性がある制度とは言い難く、むしろ議院内閣制としての特質の方が強いと言えよう。

## 選挙権・被選挙権
1. 選挙権：18歳以上のフィンランド市民が有する（基本法第14条第1項）
2. 被選挙権：18歳以上のフィンランド市民が有する（基本法第25条第3項）。ただし、被後見人は、被選挙権を停止される（基本法第27条第1項）。また、軍人、法務総裁、議会オンブズマン、最高裁判所裁判官、最高行政裁判所裁判官、検事総長は、その職を辞さなければ議員となることはできない（同条第2項、第3項）。

## 近年の選挙結果
| 政党 | 政党               | 2003 | 2007 | 2011 | 2015 | 2019 | 2023 |
| ---- | ------------------ | ---- | ---- | ---- | ---- | ---- | ---- |
|      | 国民連合党         | 40   | 50   | 44   | 37   | 38   | 48   |
|      | フィン人党         | 3    | 5    | 39   | 38   | 39   | 46   |
|      | 社会民主党         | 53   | 45   | 42   | 34   | 40   | 43   |
|      | 中央党             | 55   | 51   | 35   | 49   | 31   | 23   |
|      | 緑の同盟           | 14   | 15   | 10   | 15   | 20   | 13   |
|      | 左翼同盟           | 19   | 17   | 14   | 12   | 16   | 11   |
|      | スウェーデン人民党 | 8    | 9    | 9    | 9    | 9    | 9    |
|      | キリスト教民主党   | 7    | 7    | 6    | 5    | 5    | 5    |
|      | いまこそ運動を     | -    | -    | -    | -    | 1    | 1    |
|      | オーランド諸島代表 | 1    | 1    | 1    | 1    | 1    | 1    |
|      |                    | 200  | 200  | 200  | 200  | 200  | 200  |